# Amitostigma simplex
Amitostigma simplex är en orkidéart som beskrevs av Tang och Fa Tsuan Wang. Amitostigma simplex ingår i släktet Amitostigma och familjen orkidéer. IUCN kategoriserar arten globalt som starkt hotad. Inga underarter finns listade i Catalogue of Life.